# Оденвальд
Оденвальд (нім. Odenwald) — гірський масив у південно-західній Німеччині, у федеральних земелях Гессен, Баден-Вюртемберг та Баварія.

## Розташування
Оденвальд розташований між Верхньорейнською рівниною з Бергштрассе та Гессішес-Рід (північно-східна частина Рейнського рифту) на заході, Майном і Бауландом (здебільшого не лісиста місцевість із добрими ґрунтами) на сході, Ганау-Зелігенштадтським басейном — підбасейн Верхньорейнського грабену у Рейнсько-Майнській низовині – на півночі та Крайхгау на півдні. Частину на південь від долини Неккар іноді називають «Малий Оденвальд».
Північний і західний Оденвальд розташовані у південному Гессені, а південь простягається до Бадена. 
На північному сході невелика частина лежить у Нижній Франконії, Баварія.

## Геологія

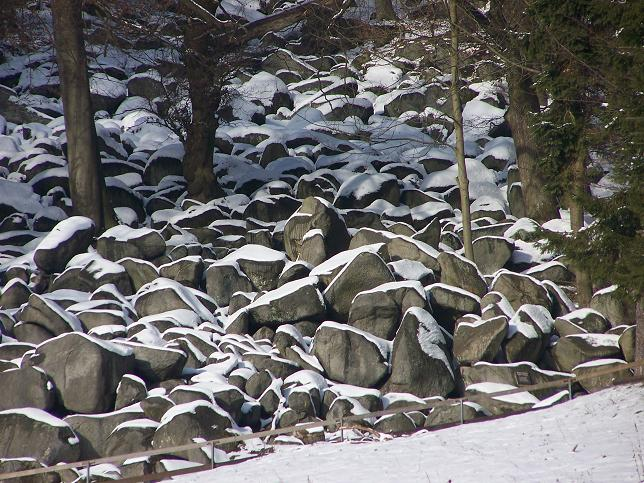
Фельзенмер поблизу Райхенбах взимку

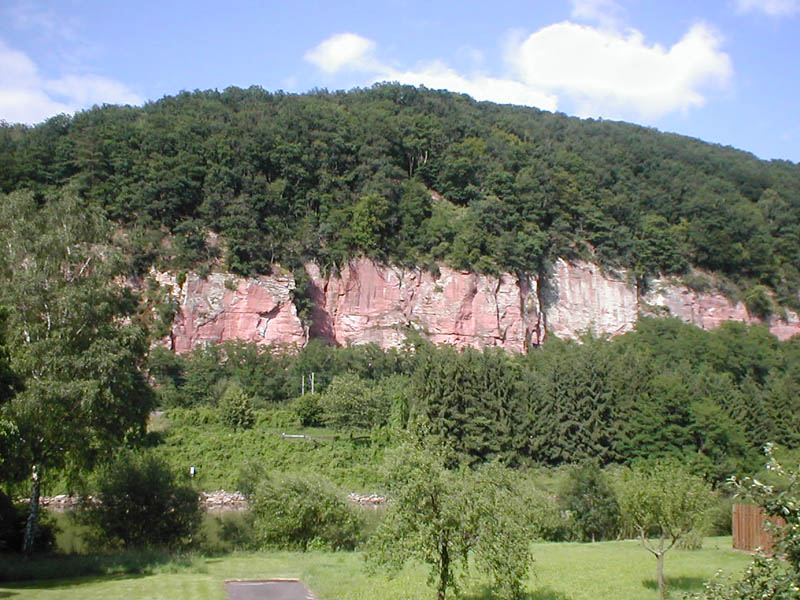
Характерна формація пісковику біля Ебербаха

Оденвальд, разом з іншими частинами Центральнонімецької височини, утворились під час Герцинського орогенезу, який понад 300 мільйонів років тому, у кам'яновугільному періоді, відбувся у великій частині Європи, через колізію континентів-попередників Африки та Європи.
У тріасовому періоді, приблизно 200 мільйонів років тому, суходіл знову зазнав занурення, утворивши Германський басейн, у якому могли накопичуватися метрові шари червоного пісковику. 
Пізніше вони були вкриті шарами мушелька з широкого внутрішнього моря, а потім відкладеннями пізнього тріасу. 
Таким чином утворилася південнонімецька Куеста.
Коли приблизно 180 мільйонів років тому територія Оденвальда була знову зазнала підняття, понад 100 м осадового шару частинами було розмито до корінних порід, що все ще можна побачити у західному Оденвальді. 
Основа тут складається з низки різних порід, серед яких гнейс, граніт, діорит, габро у плутоні Франкенштейна тощо. 
У східному Оденвальді червоний пісковик — це все, що залишилося від осадових порід. 
Далі на схід у Бауланді відкладення мушельку перекривають шари раннього тріасу. 
Крім того, на півдні біля Гайдельберга, ще є Цехштейн під ранньотріасовими відкладами.
Приблизно 50–60 мільйонів років тому вздовж великих геологічних розломів утворилися вулкани. 
Серед них: Отцберг, Даумберг і Каценбукель — згаслі вулкани Оденвальда. 
Крім того, вулканізм із кислими породами залишив ріоліти поблизу Доссенгайма.
Приблизно в той самий час Центральноєвропейський террейн зазнав рифтогенезу, утворивши Верхньорейнський грабен. 
Попри те, що Верхньорейнський грабен все ще зазнає занурення трохи менше ніж на міліметр щороку, Оденвальд, відносно цього, зазнав підняття до висоти, яку він має сьогодні. 
Уздовж розломів невеликі річки Гершпренц і Весшніц частково прорізали свої річища.
Верхньорейнський грабен є частиною зони розломів, що тягнуться від Середземного моря до Норвегії. 
Прямо на краю Оденвальда, воно має глибину приблизно 2 500 м, але було заповнене до теперішньої висоти річковими та морськими відкладеннями, оскільки приблизно до 20 мільйонів років тому Північне море зазнало трансгресії далеко вглиб материка, через западину Веттерау в долину Рейну.